# Números coprimos
En matemáticas, los números coprimos (números primos entre sí  o primos relativos) son aquellos números enteros {\displaystyle a} y {\displaystyle b} cuyo único factor en común que tienen es 1. Equivalentemente son coprimos, si, y solo si, su máximo común divisor (MCD) es igual a 1. Dos números coprimos  no tienen por qué ser primos absolutos de forma individual.. 14 y 15 son compuestos, sin embargo son coprimos, pues: {\displaystyle \operatorname {mcd} (14,15)=1}
Por ejemplo, 6 y 19 son coprimos, pero 6 y 27 no lo son porque ambos son divisibles por 3. El 1 es coprimo respecto de todos los enteros, mientras que 0 solo lo es respecto de 1 y -1.
Un cálculo rápido para determinar si dos números enteros son coprimos  es el algoritmo de Euclides.

## Propiedades

### Básicas
- Si dos números enteros a y b son primos entre sí, entonces existen dos enteros x e y / a·x + b·y = 1. (Identidad de Bézout)

- Si a y b son coprimos, además a divide  el producto bc, entonces a divide a c. (Lema de Euclides)

- Los números enteros a y b son coprimos  cuando b tiene un inverso para el producto módulo a; es decir, existe un número entero y tal que b·y ≡ 1 (mod a). Una consecuencia de esto es que si a y b son primos entre sí y bm ≡ bn (mod a), entonces m ≡ n (mod a). Dicho de otra manera, b es simplificable en el anillo Z/nZ de los enteros módulo a.
- Si los números naturales  a y b son coprimos , también lo son a2, ab, b2*
- Si los números enteros positivos m y n son coprimos,  lo son también m, n, m+n..
- Si a es entero, a y a+1 son coprimos.

### Otras propiedades

Figura 1. Los números 4 y 9 son coprimos. Por tanto, la diagonal del retículo 4 x 9 no interseca con ninguno de los otros puntos del retículo.

- Los dos números enteros a y b son primos entre sí, si y solo si, el punto de coordenadas (a, b) en un sistema cartesiano de coordenadas es visible desde el origen (0,0) en el sentido en que no hay ningún punto de coordenadas enteras situado entre el origen y (a,b) (véase la figura 1).

- La probabilidad de que dos números enteros elegidos al azar sean coprimos entre sí es igual a 6/π².[3]

- Dos números naturales a y b son primos entre sí, si y solo si, los números 2a-1 y 2b-1 son primos entre sí. Como una generalización de este, se sigue fácilmente del algoritmo de Euclides en base de n>1:[6]

{\displaystyle \gcd(n^{a}-1,n^{b}-1)=n^{\gcd(a,b)}-1.}
- El número de números naturales menores que n y que son coprimos  con él, lo provee la función φ de Euler φ(n).

- Si dos números naturales son consecutivos entonces son coprimos  (resto = 1, por el Algoritmo de Euclides).

### Proposición
Todo divisor de la suma de dos cuadrados coprimos es igual a la suma de dos cuadrados.
Ejemplo
41 divide a 1681 = 92+402, (1600 y 81 son coprimos) luego 41 = 52+42, suma de cuadrados.

## Generalización
Dos ideales I y J en un anillo conmutativo A son coprimos si I + J = A. Esto generaliza la identidad de Bézout. Si I y J son primos entre sí, entonces IJ = I∩J; además, si K es un tercer ideal tal que I contiene a JK, entonces I contiene a K.
Con esta definición, dos ideales principales (a) y (b) en el anillo de los números enteros Z son primos entre sí, si y solo si, a y b son primos entre sí.